# Beaker
Beakerは、現在は開発が終了しているFOSSのウェブブラウザであり、Blue Link Labs.によって開発された。
BeakerのPeer to Peer技術により、ユーザーは自費出版でウェブサイトやウェブアプリケーションをブラウザ上から直接公開することが可能であり、別途ウェブサーバを設置・管理したり、サードパーティのサーバにコンテンツをホスティングしたりする必要がない。すべてのファイルやウェブサイトは、Datというハイパーメディア型P2Pプロトコルを用いて転送され、複数のユーザーによって共有・ホスティングされる。また、このブラウザはHTTPプロトコルにも対応しており、従来のサーバへの接続も可能である。
BeakerはElectronフレームワークを使用して構築されており、そのためChromiumブラウザをページレンダリングエンジンとして使用している。

## コンテンツ共有
ローカルフォルダに保存されたファイルは、Datウェブサイトとして公開され、P2Pプロトコルを通じて他のユーザーがアクセスできるようになる。
ファイルはブラウザがアクティブな間、ローカルフォルダからシーディングされる。ブラウザを閉じた後もコンテンツを利用可能にするためには、ユーザーはいくつかの代替手段でホスティングを行うことができる。
- 他のブラウザユーザーにコピーの共有を依頼する。この場合、いずれかのユーザーがBeakerブラウザを使用している限り、コンテンツは利用可能である。
- サードパーティのサーバを通じてコンテンツを公開する。
- Datプロトコル用に恒久的なセルフホスト型のhomebaseサーバ[11]を構築し、そこにコンテンツを公開する。